# The Gospel According to Matthew & Michael
The Gospel According to Matthew & Michael ist ein Jazzalbum des Matthew Shipp Chamber Ensemble mit Michael Bisio und Mat Maneri. Die am 30. Oktober 2014 in den Park West Studios, Brooklyn, entstandenen Aufnahmen erschienen am 7. April 2015 auf Relative Pitch Records.

## Hintergrund
Matthew Shipps zweites Album von 2015 (nach To Duke), wurde durch ein Stipendium der Robert D. Bielecki Foundation ermöglicht und bot dem Pianisten, sich mit seinem Trio als Kammerensemble zu präsentieren. The Gospel According to Matthew & Michael  war die erste Aufnahme des Pianisten mit seinem Chamber Ensemble, einem Trio mit Michael Bisio am Bass und Mat Maneri an der Bratsche. Shipp leitete Ende der 1990er- und Anfang der 2000er-Jahre eine ähnliche Gruppe mit Maneri und dem Bassisten William Parker, das Streichtrio, mit dem Shipp die Alben By the Law of Music und Expansion, Power, Release aufnahm.
Auch wenn Matthew Shipp dieses Projekt leitete, gab er Raum an seine Mitspieker ab; „Chapter 3“ ist eine Solo-Performance von Bisio, ebenso wie „Chapter 7“. Maneri hatte wiederum Raum für solistische Beträge in „Chapter 5“ und „Chapter 15“, und seine beiden Mitmusiker bilden ein Duo in „Chapter 10“, „in dem sie sich zu einer eindringlichen, sich wiederholenden Figur verbinden, einer Art organischem Minimalismus.“

## Titelliste
- Matthew Shipp Chamber Ensemble: The Gospel According to Matthew & Michael (Relative Pitch Records RPR1035)[2]
  - Chapter[s] 1-15

Alle Kompositionen stammen von Matthew Shipp.

## Rezeption
S. Victor Aaron schrieb in Something Else!, in Shipps Chamber Ensemble kämen sowohl „Kammermusik“-Aspekte wie der Jazz-Hntergrund zusammen, und da Maneri ein Instrument spiele, das häufiger mit Klassik als mit Jazz verbunden ist, sei sein Beitrag die entscheidende Komponente, die für diese Verbindung evident mache. Dies sei „sehr instinktive Musik von sehr instinktiven Seelen, die das Spielen im Moment mit dem Spielen mit Takt und Anmut in Einklang bringen können.“  Maneri sei ein Bratschist, der wie ein Saxophonist denke, schrieb Aaron und mutmaßt, dies sei so, weil er den großartigen Joe Maneri zum Vater habe. Diese Tendenz sei  bereits 2014 auf dem Album Two Men Walking mit Ivo Perelman deutlich geworden, meint der Autor. Der jüngere Maneri sei jedoch in jeder Umgebung in der Lage, in der der Moment von zentraler Bedeutung für die Kunst seien. Jedes der 15 „Kapitel“ untersuche eine andere Idee, um die Möglichkeiten zu nutzen, die einem Klavier, einer Bratsche und einem Kontrabass oder einer Kombination dieser Instrumente abgerungen werden können. „Die Musikalität bringt das Konzept auf den Weg“, resümiert Aaron, „aber es sind die unerschöpflichen Fantasien von Shipp, Maneri und Bisio, die Gospel According to Matthew and Michael zum Abheben bringen.“